# Legio I Parthica
Legio I Parthica – jeden z legionów rzymskich, sformowany w 197 roku przez cesarza Septymiusza Sewera.

## Dzieje legionu

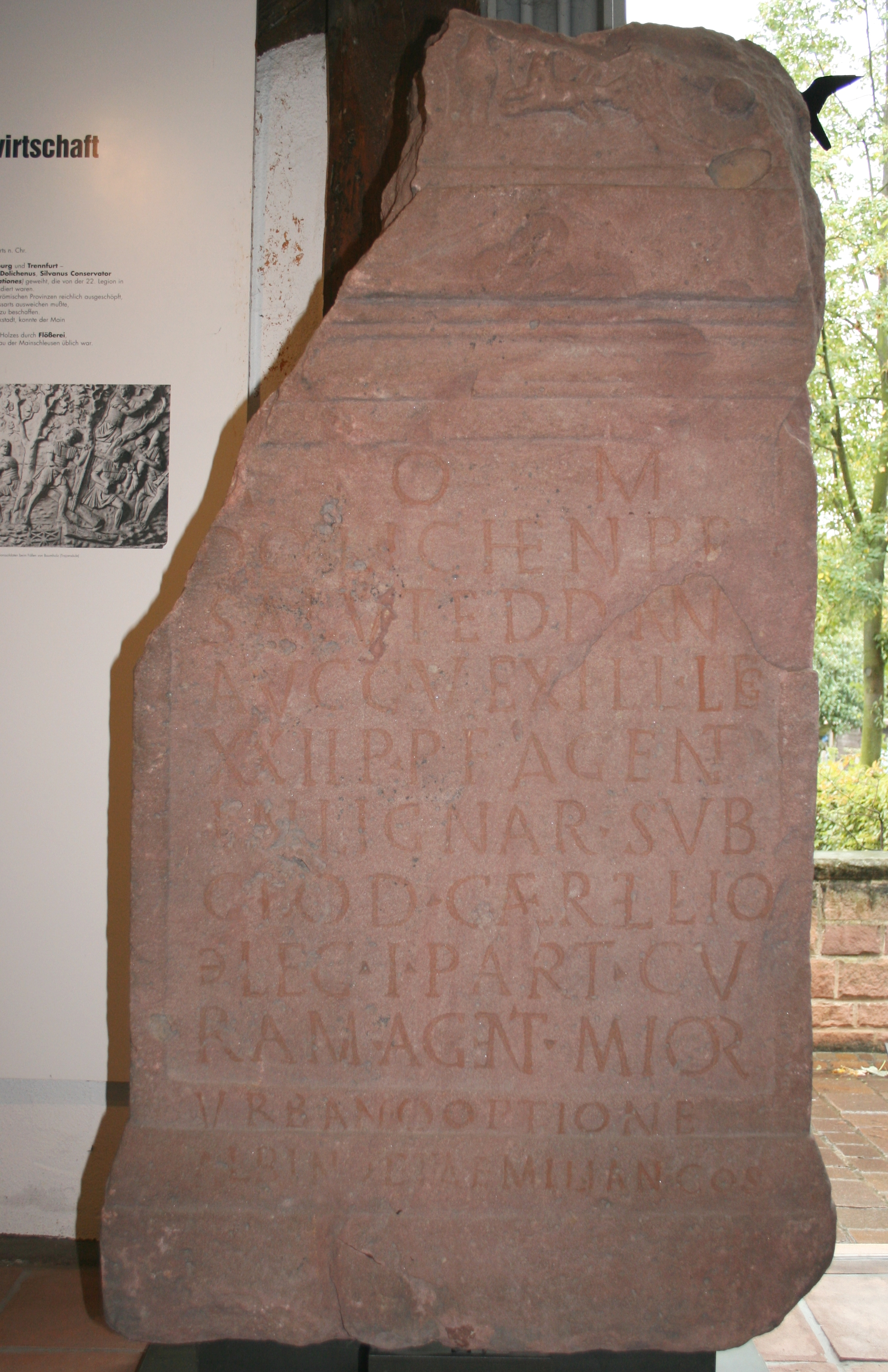
Rzymski napis z Obernburga nad Menem, wystawiony w de:Römermuseum Obernburg. Nawiązanie do dowództwa drwala Legio XXII Primigenia. Dosł.: Helmut Castritius, Manfred Clauss, Leo Hefner: Rzymskie inskrypcje kamienne w Odenwaldzie (RSO). Wkład w badania Odenwaldu 2, 1977, s. 237-308. NIE. 28: I(ovi) O(ptimo) M(aximo)/ Dolichen(o) pr[o]/ salute dd(ominorum) nn(ostrorum)/ Augg(ustorum) vexill(ation) leg(ion)/ XXII P(rimigeniae) P(iae) F(idelis) agent(ium)/ in lignar(iis) under/ Clod(io) Caerelli) (centurione) noga(ion) I Part(hicae) cu/ram agent(e) Maior(io) Opcja miejska/ [A]lb[in]o i Aemil[iano] co(n)s(ulibus); to tłumaczy się: „Jupiter Optimus Maximus, Dolichenus dla bezpieczeństwa naszych panów, chorążych legionu Augusta, agentów 22. Primigenia Pius Fidelis w składzie drewna, pod dowództwem Klodiusza Caerelliusa, setnika pierwszego legionu, odpowiedzialnego za Partia, Maiorius Urban, opcjonalnie, Albinus i Emilianus, konsulowie.

Legio I Parthica został sformowany w 197 roku przez cesarza Septymiusza Sewera w związku z kampanią przeciw Partom  . Po zdobyciu Mezopotamii przez Rzymian stacjonował w warowni Singara na wschodniej granicy Cesarstwa . Wiadomo, że stacjonował tam jeszcze w 360 roku , następnie wycofany do miejscowości Constantina  lub Nisibis . Po raz ostatni wzmiankowany w V wieku .